# Allen McKenzie
Allen McKenzie né le 1er janvier 1960 à Columbus dans l'État de l'Ohio aux États-Unis est le bassiste du groupe FireHouse.